# Continent perdut
Un continent perdut és un territori que segons una llegenda o tradició va existir en el passat i que ha desaparegut, usualment enfonsat al mar. És un tema comú de la mitologia i de la ciència-ficció. El terme s'usa per incloure gran diversitat d'ubicacions, des d'illes fins a vastes extensions de terreny. Alguns dels continents perduts més cèlebres són:
- Atlàntida[1]
- Hiperbòria
- Tule
- Mu[2]
- Lemuria

En aquests continents vivien civilitzacions avançades que van desaparèixer amb el seu entorn però de les quals queden presumptes proves en uns pobles menys avançats veïns, que lloen l'edat d'or a la literatura i l'art. A diferència d'aquests indrets, hi ha extensions de les plaques tectòniques que realment van enfonsar-se, com Zelàndia o Doggerland, però no solen rebre la denominació de continent perdut.